# Britta Schall Holberg
Britta Caroc Schall Holberg, född 25 juli 1941 i Glumsø i Næstved, död 23 februari 2022, var en dansk politiker (Venstre), godsägare och minister. Hon innehade två ministerposter i regeringen Poul Schlüter I: först som inrikesminister 1982–1986 och sedan som jordbruksminister 1986–1987. Hon var den första kvinnan i Danmark att inneha båda ministerämbetena. Hon blev 1984 utnämnd till kommendör av Dannebrogsorden och 1997 till hofjægermester.

## Tidiga år

### Uppväxt och tidig karriär
Britta Schall Holberg är dotter till godsägaren Preben Caroc Claus Schall Holberg och Gudrun Ryder, som var privatsekreterare vid Statens Planteavlslaboratorium. Föräldrarna skildes när Britta Schall Holberg var sju år gammal och hon växte upp i en liten lägenhet i Birkerød tillsammans med sin mor. Hon tillbringade sin skolgång vid Birkerød Private Skole 1948-1953 och tog realexamen vid Birkerød Statsskole 1958. Hon tillbringade sedan ett år vid Ankerhus Husholdningsskole och som 19-åring gick hon på syskola. Somrarna tillbringade hon på sin fars gård, där hennes stora intresse var att rida. Britta Schall Holberg har på senare år beskrivit sig själv under barndomen som en blyg flicka som hade svårt att se folk i ögonen. Hon hade ett gott förhållande till sina föräldrar, speciellt till sin moder som hon har beskrivit som modig och kärleksfull.
Britta Schall Holbergs far ägde gården Store Skullerupgård vid Glumsø, en bit utanför Næstved. Han kom att köpa ett gods, Hagenskov, vid staden Assens på Fyn 1954. Britta Schall Holberg trotsade sin fars önskan om att hon skulle utbilda sig inom lantbruk för att kunna ta över och driva gården efter honom. Hon valde istället att utbilda sig till lärare och genomgick lärarutbildningen vid det högt ansedda N. Zahles Seminarium i Köpenhamn och avlade silärarexamen 1964. Under tiden som Schall Holberg studerade på seminariet var Poul Hartling skolans rektor. Han var tillika folketingsledamot för Venstre, partiledare 1965-1977 samt Danmarks statsminister 1973-1975. Enligt Schall Holberg spelade detta en roll i hennes val av skola, då N. Zahles Seminarium under Hartlings ledning var ett s.k. "holdningsseminarium" (ungefär: hållnings- eller ståndpunktsseminarium). De nästföljande tre åren efter avlagd examen arbetade hon som lärare på Toftevangsskolen i Birkerøds kommunala skolväsen. Därefter gick hon över till den regionala tidningen Sjællands Tidende som skolemedarbejder, samtidigt som hon arbetade som profylaxassistent vid skoltandvården i Vestsjællands amt. Hon innehade dessa arbeten fram till 1975 respektive 1970 och återgick sedan till läraryrket vid Tuse skole utanför Holbæk 1975-1978.
Britta Schall Holberg gifte sig 1966 med överläraren Jørgen Hansen och har två barn: Mads (1967) som nu är lantbrukare och Jacob (1976) som är advokat.

### Politisk karriär
Det politiska engagemanget började i samband med att Britta Schall Holberg anställdes vid Sjællands Tidende. Vid valet av parti gjorde hon samma val som sin mor, som hade varit en medlem av Venstre under många år. Efter att ha anslutit sig till Venstre organiserade hon sig i dess väljarförening i valdistriktet Butterup-Tuse. Hon blev samtidigt medlem av styrelsen för väljarföreningen. 1970 blev hon, efter tre år i partiet, invald till huvudstyrelsen till partiets landsorganisation, en post hon innehade fram till 1988. Därutöver kom hon att bli en betydande del i den kommunala politiken i Holbæks kommun. Hon valdes in till kommunens byråd, och var samtidigt gruppordförande för Venstre fram till 1978. Schall Holberg verkade även i amtspolitiken genom att 1970-1978 vara ordförande för Kommunalpolitisk Udvalg i Vestsjællands Amt.
1977 beslöt Britta Schall Holberg att återvända till Fyn för att följa i sin fars fotspår. Hon köpte Hagenskov av honom och blev lantbrukare. Det politiska arbetet skulle dock inte lämnas kvar på Sjælland, utan följde med henne trots att hon till en början ansåg att hon borde lägga det bakom sig. Hon satt i Assens byråd 1978-1982, där hon även var vice borgmästare och ordförande för den borgerliga gruppen. Schall Holbergs politiska arbete lät sig dock inte begränsas till endast kommunalpolitiken, utan hon var även ordförande i Foreningen af Sociale Udvalg samt ordförande (1976-1978) och därefter vice ordförande (1978-1982) i Sammenslutningen af Sociale Udvalg. Inte minst var hon även en betydande profil inom Venstres regionala politik, då hon var vice ordförande för Venstres amtsstyrelse på Fyn från och med 1981.

## Ministertiden

### Inrikesminister 1982-1986
1982 tillträdde en borgerlig koalitionsregering in som Danmarks nya regering. Den bröt sju år av oavbrutet socialdemokratiskt styre och bestod av följande fyra partier: Det Konservative Folkeparti, Venstre, Centrum-Demokraterne och Kristeligt Folkeparti. Statsminister blev den konservativa Poul Schlüter som nu skulle bilda regering. Till inrikesminister utsågs Britta Schall Holberg, som tillsammans med kulturminister Mimi Jakobsen, arbetsminister Grethe Fenger Møller och kyrkominister Elsebeth Kock-Petersen utgjorde den kvinnliga delen av den nya regeringen. Hon var således den första kvinnan i Danmark som tilldelats inrikesministerposten. Vid tidpunkten för utnämningen till inrikesminister var Schall Holberg vice ordförande för Venstre på Fyn och ordförande i socialnämnden i Assens kommun. Hon hade dock ingen erfarenhet av politiskt arbete på riksnivå och blev inte medlem av folketinget förrän vid valet i januari 1984. Under de påföljande åren som inrikesminister kom hon att uppmärksammas för sin självsäkra karaktär och för sin vana att utan omsvep uttrycka sina ståndpunkter. Vad gäller resultatet av det arbete som hon utförde som inrikesminister kan de många lagändringarna och de strukturella reformerna inom främst kommunalväsendet och sjukhusväsendet nämnas.

#### Kommunalreformerna
Britta Schall Holberg hade som inrikesminister ansvar för bland annat kommunerna och amten och därmed sjukvården. Hon hade en svår uppgift framför sig. Det rådde ett stort underskott i den offentliga sektorn, vilket krävde åtgärder. Det ledde till att besparingar och nedskärningar skulle genomföras, vilket fick ett impopulärt mottagande av dem som berördes av dem. Bland dessa besparingar hörde sänkta statsbidrag på åtskilliga miljarder danska kronor till kommunerna och amten. Bland de andra viktigare förändringarna under Schall Holbergs ledning hörde en utjämning av kommunernas utgifter vid betalning av varor och tjänster, då de tilldelades ett belopp som svarade mot den enskilda kommunens utgifter. Beloppet som jämnade ut utgifterna finansierades av landets kommuner tillsammans, och stod därmed oberoende av statsbidrag. En lagändring från 1984 neutraliserade momsens betydelse för en kommuns val mellan att på egen hand producera varor och tjänster eller att köpa dem på den privata marknaden. Kommunernas utgifter till momsen på köpta varor och tjänster blev således återbetalda av en för kommunerna gemensam utjämningsordning. Det upprättades även en s.k. momsfond vars ekonomiska medel skulle, efter majoritetsbeslut i fondens styrelse, finansiera utbildningsverksamhet, forskning samt för kommunerna andra gemensamma uppgifter. Det genomfördes 1984 även en förlängning på två år av giltigheten av en lag från 1977, som innebar att kommunerna skulle avsätta ett visst belopp per invånare till sysselsättningsbefrämjande ändamål, där vidareutbildning av människor fick en starkare placering.
1985 genomfördes en ny försöksordning för kommunerna, det s.k. frikommuneforsøget, som innebar att landets kommuner kunde ansöka om att bli frikommuner. Detta försök var till en början menad att vara i fyra år, men utökades och omfattade slutligen perioden 1985 till 1993 och bestod till en början av 22 kommuner och 6 amtskommuner. Försöket var ett led i folketingets strävan att låta kommunerna, genom friare regler, utveckla nya sätt att utöva sitt lokalstyre och driften av de kommunala verksamheterna genom innovation och därmed undvika en styrning som baserade sig på vanor. Denna försöksordning stötte dock på motstånd, såväl inom regeringen som i vissa ministerier, mot att ge kommunerna friare ramar att verka inom. Det resulterade ofta i konflikter mellan inrikesministeriet, med Britta Schall Holberg i spetsen, och kommunerna på den ena sidan och övriga ministerier på den andra. Detta visade sig dock vara produktivt då dessa konflikter ofta gav upphov till nya förslag och lagändringar på området.
Schall Holberg uppmanade även kommunerna att inrätta särskilda ungdomsråd, som skulle fungera som ungdomarnas språkrör i kommunpolitiken. Det första rådet upprättades 1985 i Ballerup utanför Köpenhamn.

#### Reformer inom hälsoområdet
Som den ansvariga ministern för landets sjukhusväsen lät Britta Schall Holberg genom en ny lag bygga ut och renovera Rigshospitalets byggnader och lokaler. Man lät även överföra alla specialistbehandlingar av cancersjukdomar från Finseninstituttet i Köpenhamn till Rigshospitalet genom en sammanslagning av dem båda. I den nya lagen ingick också att sjukhuset (nuvarande namn Herlev Hospital) i Köpenhamnsförorten Herlev fick sin onkologiska avdelning utbyggd och moderniserad för att kunna erbjuda onkologisk behandling till Köpenhamnsområdets alla 1,2 miljoner invånare. 1985 kom en lag som beviljade medel till ombyggning och modernisering av Fysiurgisk Hospital i Hornbæk på nordöstra Själland.
I samband med sammanslagningen av Rigshospitalet och Finseninstituttet bestämde Schall Holberg att den tekniska metodutvecklingen på den senare skulle sparas väck. Hon ansåg att det internationella forskarteamet på Finseninstituttet som arbetade med detta inte följde sin primära uppgift, nämligen att ägna sig åt cancerforskning. Hennes beslut mötte kritik och protester från såväl Finseninstituttet som utländska cancerforskare, varav de sistnämnda konstaterade att den sjukhusteknik som institutets forskargrupp hade utvecklat hade kommit till användning på amerikanska läkarpraktiker och varit viktiga hjälpmedel vid behandling av cancer.
1985 genomfördes en ändring av lagen om sjukhus som innebar att amtsråden, som ansvarade för sjukhusdriften, fick friare ramar vid utformningen och planeringen av sjukhusdriften. Dessa behövde inte längre godkännas av inrikesministern och behövde endast följa de regler som gällde för sjukhusplaneringen.

#### Övriga reformer
Britta Schall Holberg genomförde även flera ändringar av processerna kring valen till kommuner, amt och folketing. Bland dessa förändringar hör bedömningen av poströster, där en poströsts giltighet förutsatte att hela partiets namn eller en förkortning av denna på minst 2 bokstäver skrevs ut. En poströst blev således ogiltig om en väljare endast skrev S om denne röstade på Socialdemokratiet, men giltig om väljaren exempelvis skrev Soc.dem. eller något liknande. Dessa regler sållade därmed bort röster med tveksamma angivelser av partival. Bland andra ändringar under Schall Holbergs ledning hör ändringen av lagen om valen till Europaparlamentet i och med Grönlands utträde ur EG 1985. Det grönländska mandatet tillföll enligt denna lagändring Danmark och personer som var bosatta på Grönland förlorade därmed sin rösträtt till Europaparlamentsvalen.
Britta Schall Holbergs ansvarsområde innefattade även det danska civilförsvaret. På detta område genomfördes bl.a. en lag 1985 som gjorde alla landets kommuner skyldiga att inrätta skyddsrum, vilket tidigare endast varit en plikt för vissa utmärkta zoner i städerna. Dessutom blev kommunerna förpliktigade att planera den civila beredskapen under fredstid. Tillsammans med den dåvarande försvarsministern, Hans Engell (Det Konservative Folkeparti), skall Britta Schall Holberg dock ha avvisat arkitekten Tage Jørgensens förslag och ritningar på hur man skulle inrätta särskilda skyddsrum vid fall av atomvapenattacker och terrorattacker. Jørgensens förslag på skyddsrum innehöll bl.a. lösningar på hur man i 90 dygn skulle kunna hålla temperaturen nere i ett stort rum med ett stort antal människor, samt hur man kunde bygga skyddsrum som skulle dämpa chockvågen efter en atombomb. Schall Holberg svarade att hon inte var intresserad av ett sådant skyddsrum och att skyddsrum fortsatt skulle byggas efter de då gällande reglerna.
Bland de mindre förändringarna på det inrikespolitiska planet anses Britta Schall Holberg vara upphovskvinnan bakom ändringen av ämbetsmannaunderskrifterna på inrikesministeriets brev, där underskriften P.M.V. – E.B. ersattes med "Med vänliga hälsningar".

#### Blødersagen
Det var inte endast nedskärningarna inom den offentliga sektorn som blev kontroversiella. Britta Schall Holberg hamnade i blåsväder under mitten av 1980-talet på grund av den så kallade Blødersagen. Det innebar att 90 människor med blödarsjuka (hemofili) blev smittade med HIV-virus på grund av att deras blodmediciner var framställda av HIV-smittat blod. De berörda försöker få Sundhedsstyrelsen och Britta Schall Holberg att ge tillåtelse att använda värmebehandling och scanning av det blod som skall användas, vilket till en början avslås av Sundhedsstyrelsen. Britta Schall Holberg kom inte ingripa och ge efter för de blödarsjuka och deras förening, Danmarks Bløderforening, förrän efter att medierna uppmärksammat saken då tre trafikoffer i september 1985 fick blodtransfusion från en HIV-smittad blodgivare. Hon hade tidigare ignorerat utsatta grupper som vände sig till henne vid problem och hade vid Danmarks Bløderforenings ansökan om rent blod skrivit "de kan fara och hoppa" på sidan av pappret. Saken skulle föras fram inför Højesteret (Högsta Domstolen i Danmark), som 1996 frikände Britta Schall Holberg från juridiskt ansvar i Blødersagen.
Ärendets händelseförlopp
- 1982: Det första fallet av AIDS-smitta bland blödarsjuka diagnosticeras i USA.
- 1983: HIV-virus upptäcks och det blir tekniskt möjligt att genomgå HIV-tester.
- Maj 1983: Sundhedsstyrelsen uppmanar personer i riskgrupper att undvika att donera blod.
- Juni 1984: Läkaren Mads Melby slår fast i en artikel i den medicinska tidskriften The Lancet att blödarsjuka löper stor risk att bli smittade med HIV.
- Juli 1984: Av 22 blödarsjuka från Jylland är 13 smittade med HIV-virus.
- Oktober 1984: De amerikanska hälsomyndigheterna tillråder att alla faktorpreparat blir värmebehandlade.
- December 1984: Hemofili-läkare ansöker hos Sundhedsstyrelsen om att få använda värmebehandlade faktorprodukter från utlandet. Vid denna tidpunkt står utländska faktorprodukter för ungefär 2/3 av det danska förbruket.
- Mars 1985: Danmarks Bløderforening vänder sig till inrikesminister Britta Schall Holberg och kräver att det ges tillgång till värmebehandling och screening av faktorprodukter.
- April 1985: Världshälsoorganisationen, WHO, uppmanar alla länder att endast använda preparat som är säkrade mot AIDS för de blödarsjuka.
- Maj 1985: Danmarks Bløderforening skickar en påminnelse om svar till inrikesministern. Sundhedsstyrelsen avslår Hemofili-läkarnas ansökningar om att få använda värmebehandlade faktorprodukter.
- Juni 1985: Danmarks Bløderforening ber inrikesministern om ett möte. Hon har tid först i augusti månad.
- Juli 1985: Sundhedsstyrelsen lämnar en redogörelse om AIDS till inrikesministern. Redogörelsens konklusion är att danska behandlingsprodukter bör prioriteras högt, och att det rekommenderas att värmebehandling och screening införs på en senare tidpunkt när de danska tillverkarna är beredda att tillgodose behovet.
- September 1985: Trafikoffer får blodtransfusion från en HIV-smittad bloddonator, och blir smittade med HIV/AIDS. Trafikoffren dog dock av sina skador efter olyckan. Händelsen får stor uppmärksamhet i media.

– Terkel Andersen, ordförande för Danmarks Bløderforening, tar chansen och får medierna att uppmärksamma de blödarsjukas situation.
– Inrikesminister Britta Schall Holberg efterkommer de blödarsjukas krav på screening och värmebehandling av blodpreparat en kort tid efter uppmärksamheten i media.
- 10 oktober 1985: Krav införs om att allt blod skall värmebehandlas.
- December 1985: De danska tillverkarna Nordisk Gentofte (idag Novo Nordisk) och Statens Seruminstitut får dispens för att använda icke-värmebehandlade produkter. Dessa produkter förses med märkningar som anger dem som värmebehandlade.
- 1 januari 1986: Krav införs om att allt blod skall genomgå screening.
- April 1987: En person med blödarsjuka konstateras vara smittad med HIV. Denna person har blivit smittad efter påbudet om att allt blod skulle genomgå screening.
- Oktober 1987: Månadstidningen Press tar med en artikel där kritik riktas mot inrikesminister Britta Schall Holberg för att ha handlat för sent.
- December 1987: Ännu en person med blödarsjuka har blivit HIV-smittad, också denna gång efter påbudet om att allt blod skulle genomgå screening.

– Det framkommer att Sundhedsstyrelsen har vidtagit en övergångsperiod på ett halvt år för att tillverkarna skall omställa sig till de nya kraven.
– Statsminister Poul Schlüter verkställer en domarundersökning för att klarlägga om övergångsperioden var laglig. Samma dag driver Danmarks Bløderforening ett rättsligt ärende om ersättning från Hälsoministeriet (tidigare en del av inrikesministeriet), Sundhedsstyrelsen och Nordisk Gentofte.
– Danmarks Bløderforening får fri process till ett civilt åtal mot det dåvarande inrikesministeriet, Sundhedsstyrelsen, Nordisk Gentofte och Statens Seruminstitut.
– Ärendet får massiv uppmärksamhet i media.

### Jordbruksminister 1986-1987
Britta Schall Holberg bytte ministerpost 1986 och blev jordbruksminister. Som sådan genomförde hon lagen om produktutveckling, som innebar att privata verksamheter inom jordbrukssektorn kunde få statligt stöd för forskning och utveckling av jordbruksprodukter på vissa villkor. Lagen var ett resultat av olika förslag från den kommitté som Schall Holberg tillsatte 1986 för att utreda hur det danska jordbruket skulle göras mer konkurrenskraftigt. Lagen blev således en strävan efter att modernisera jordbruket, och då speciellt de traditionella produktionsgrenarna som hade drabbats av överproduktion och höga omkostnader.
Efter endast några månader på posten råkade Schall Holberg ut för kraftig kritik då det framkom att hon hade bett sina ämbetsmän att formulera 20 politiska frågor rörande jordbrukspolitik, samt 20 tillhörande svar som hon kunde använda sig av i den politiska debatten. Att använda sig av ett ministeriums ämbetsmän på politiska grunder är olagligt i Danmark, då dessa skall vara opolitiska. Ärendet ledde till att Schall Holberg blev tillrättavisad inför folketinget av statsminister Poul Schlüter för att ha missbrukat ämbetsmannaapparaten.
För övrigt genomförde Schall Holberg också lagen om stöd till förbättring av strukturen och effektiviteten i jordbruket. Det innebar att statligt stöd kunde ges till verksamheter inom jordbrukssektorn som exempelvis hade för syfte att investera i energiekonomiska åtgärder, miljöanpassning och i sänkningar av produktionsomkostnader. Dessa investeringar skulle följa en förbättringsplan som skulle godkännas av jordbruksministern. Det var även under Schall Holbergs tid som jordbruksminister som den danska ekologilagstiftningen utarbetades och antogs i folketinget. Det var den första av sitt slag i både Danmark och i resten av världen och var ett resultat av ett stigande engagemang för miljövänlig produktion. Denna lag innebar en strävan efter ett naturligt kretslopp inom jordbruket genom bl.a. offentligt stöd till jordbruket för att implementera en ekologisk jordbruksproduktion, införande av en märkning av ekologiskt framställda produkter samt tillsättandet av ett jordbruksråd som skulle följa upp den ekologiska utvecklingen och utarbeta förslag till förbättringar. Denna lag innebar även ett avståndstagande från användning av konstgödsel, pesticider och tillsatsämnen inom jordbruksproduktionen.
Hon införde även Danmarks etiska råd för husdjur, som fick Radikale Venstres Janne Normann som sin första ordförande.

#### Miljöplanen
Under 1980-talet uppmärksammades de miljöskadliga utsläpp av kväve och fosfor som fanns i det danska havsvattnet och i danska sjöar och fjordar. Utsläppen av dessa ämnen ledde på vissa ställen till övergödning, vilket resulterade i syrebrist och därmed fiskdöd. Detta resulterade i att NPO-handlingsplanen lades fram 1985 och antogs i folketinget 1986.  Denna handlingsplan byggde på flera rapporter från Miljøstyrelsen som kunde konstatera att utsläppen av kväve, fosfor, syre och nitrater från jordbruket var hälsoskadliga och att mängden utsläpp var mer än vad naturen tålde. Enligt handlingsplanen kom de miljöskadliga utsläppen från bostäder, industrier, dammar och jordbruk. Speciellt utsläppen från jordbruket uppmärksammades, då det var dessa som var huvudorsaken till föroreningen av havsvattnet.
1987 antogs den första miljöplanen för landets sjöar, vattendrag och havsområden. Målen i denna plan var att fosforutsläppen skulle minskas med 80 % och att kväveutsläppen, främst från jordbruket, skulle minskas med 50 %. Dessa mål innebar omfattande investeringar, då städer och industrier blev skyldiga att bygga reningsanläggningar. Landets jordbruk blev nu skyldiga att förhindra att föroreningar från avskrädeshögar rann ut i vattendrag och hav, samt investera i gödseltankar och begränsa mängden av gödsel innehållande kväve, samt användningen av det senare till vissa årstider. Det var dock inte utan motstånd som denna miljöplan antogs. Flera jordbruksorganisationer och regeringspartiet Venstre, som har sitt ursprung i den danska bonderörelsen, hade tidigare försökt nedkämpa NPO-handlingsplanen och motsatte sig den plan från den danska naturskyddsföreningen, Danmarks Naturfredningsforening, som låg till grund för den i folketinget antagna miljöplanen. Regeringen var dock i ett politiskt mindretal i folketinget i denna fråga och för att inte hamna i en position som kunde hota regeringens överlevnad röstade den för införandet av miljöplanen. I samband med detta blev jordbruksorganisationerna och flera politiker inom Venstre inblandade i ett ränkspel mot både miljöminister Christian Christiansen (Kristeligt Folkeparti) och statsminister Poul Schlüter. Till de inblandade hörde Britta Schall Holberg, som kände till den rapport som jordbruksorganisationerna och Venstre tänkte använda sig av för att underminera Schlüters försök om att skapa enighet kring miljöplanen. Denna rapport, som var missinformerande, konstaterade att jordbruket inte var skyldig till föroreningarna av havsvatten och vattendrag. Denna skandal kom att resultera i ett slut på Britta Schall Holbergs ministerkarriär.

#### Avgång som minister
Efter valet till folketinget i september 1987 avgick Britta Schall Holberg som minister. Hennes efterträdare blev partikollegan Laurits Tørnæs, som fram till ministerutnämningen hade varit Venstres politiska ordförande i folketinget. Hon erbjöds att i gengäld efterträda Tørnæs som politisk ordförande, men avvisade erbjudandet. Hon dolde inte sin besvikelse och benämnde avskedandet av henne från regeringen som ett "politiskt avskedande", vilket skapade en viss oreda i Venstres folketingsgrupp.
Samtidigt hade Venstre genomlidit sitt sämsta val på länge med 10,5 % av rösterna, vilket var en tillbakagång med 1,6 % sedan valet 1984. Dessutom hade relationen mellan regeringspartierna Venstre och Det Konservative Folkeparti tidvis varit spänd, vilket fick flera politiker från det förstnämnda partiet att ställa sig frågande gentemot Venstres fortsatta deltagande i en koalitionsregering. Britta Schall Holberg var en av dessa och ställde offentligt frågan om "partiet slet upp sig själv i regeringen?". Oenigheterna partierna emellan hade bl.a. sin grund i att Venstres politiker ansåg att partiets ekonomiska politik, däribland viljan till reformer av pensions- och skattesystemen, blev ignorerade av regeringens konservativa del.
Britta Schall Holberg satt i folketinget fram till 1988, då hon lämnade också detta ämbete eftersom hon valde att inte ställa upp i folketingsvalet det året.

## Perioden 1988-2005

### Aktivitet inom folkhögskolerörelsen
Holberg var under en kort period, 1992-1993, styrelseordförande för Helnæs Højskole, en grundtvigiansk folkhögskola i Ebberup på sydvästra Fyn. Därefter var hon styrelseordförande för Kerteminde Højskole, också den belägen på Fyn, under perioden 2002-2005.

#### Højskoleudvalget 2002-2004
Britta Schall Holberg var en av dem som 2002 blev utvalda av undervisningsminister Ulla Tørnæs (Venstre) till att bli medlemmar i Højskoleudvalget, en kommitté som skulle utreda de danska folkhögskolornas framtid. Denna kommitté tillsattes eftersom statistiken visade på att folkhögskolornas samlade elevantal år 2002 var en minskning med 25 % sedan 1995.
Bland kommitténs förslag fanns bl.a. 1) Ett introducerande av en 1-årig utbildning med studiestöd där eleverna kan läsa både folkhögskoleämnen och ämnen från den danska gymnasieskolans kursplan så att de blir behöriga till vissa högre utbildningar, såsom sjuksköterske- eller pedagogutbildningarna, 2) Kostnaden för varje elev som går en folkhögskoleutbildning skall begränsas till kostnaden för mat och logi, samt 3) Större samarbete mellan folkhögskolorna och andra utbildningsinstitutioner.
Tillsammans med den tidigare kulturministern Grethe Rostbøll (Det Konservative Folkeparti) utgjorde Britta Schall Holberg ett mindretal i kommittén som motsatte sig vissa av dess konklusioner. De menade att det som de ansåg vara folkhögskolornas kärnkompetens; folklig upplysning och bildning fick ringa prioritet till förmån för kompetensgivande utbildningar, som de ansåg dominerade folkhögskolornas undervisning. De ansåg därmed att folkhögskolorna, som inte har några examenskrav, fortsatt inte skulle innehålla några av de formella och kompetensgivande utbildningarna som i vanliga fall erbjuds bland de danska yrkesskolorna, utan utgöra ett alternativ till dessa. Vidare menade man att de externa krav och den lagstiftning som gäller för de formella utbildningarna och kurserna skulle vara ett hot mot folkhögskolorna som fria utbildningsinstitutioner, som på egen hand sätter sina mål och väljer hur man skall uppnå dem.
Till sammanhanget kan nämnas att, likt Britta Schall Holberg, har Grethe Rostbøll också varit föreståndare för olika folkhögskolor. Hon har bl.a. har under en lång period, tillsammans med sin f.d. make, varit föreståndare för Ryslinge Højskole.

#### Problem med Kerteminde Højskole
År 2005 valde såväl Holberg som den nytillträdda föreståndaren, Birgitte Kastrup, att avgå från sina poster då det rådde intern oenighet i Kerteminde Højskoles styrelse. Skolans ekonomi var sedan 2002 i botten och flera försök på att återställa den hade gjorts. Enligt Holberg var det nedröstningen av en i raden av ekonomiplaner som fick henne att ta beslutet att avgå. Ekonomiplanen innebar att två av skolans klausuler skulle upphävas, nämligen att det endast fick bedrivas undervisning på skolan, samt att Kerteminde kommun hade en rätt att köpa tillbaka skolans mark. Upphävandet av dessa klausuler skulle göra det möjligt för skolan att låta föreningar och näringslivet använda sig av skolans lokaler för att bedriva kurser, vilket skulle ge skolan hyresintäkter och kompensera för ett fallande elevtal. Denna plan avvisades dock av såväl Kerteminde kommun som lärarstaben och delar av skolans styrelse. Tidigare hade skolan bl.a. marknadsfört sina kurser och sänkt de kostnader som eleverna betalar för att gå på skolan, vilket hjälpte under en tid då 50 nya elever började på skolan. Vid den tidpunkten sa Holberg att skolan redan hade gjort upp finansieringsplaner som sträckte sig till år 2007. Däremot hade regeringen beslutat att det seminarium som hyrde in sig på några folkhögskolans lokaler skulle läggas ned 2005, vilket skulle komma att ge minskade intäkter. Det hela fick som följd att Kerteminde Højskole lades ned 8 september 2005, då det inte längre fanns pengar till att betala ut lärarnas löner.

## Tillbaka till folketinget
Efter 16 år återvände Britta Schall Holberg till politiken då hon 2004 ställde upp som kandidat till folketinget för Venstre. I valet 2005 blev hon invald, vilket skapade kontroverser. Palle Lykke Ravn, en av dem blev HIV-smittade på grund av blod från HIV-smittade blodgivare, uttalade sig följande om Britta Schall Holbergs kandidatur:
"Det är ett hån mot de många, som redan är döda, och mot oss, som har kämpat för att överleva, att hon nu ställer upp till Folketinget. Varje röst på henne är ett hån. Britta Schall Holberg vill gärna glömma det. Men vi glömmer det aldrig. Vi, som överlevde, kämpar fortfarande för rättfärdighet. Det blir inte glömt, förrän den dag vi också är väck."
Britta Schall Holberg svarade följande på grund av att man drog upp skandalen igen efter 16 år:
"Jag kan gott förstå, att det är många känslor i detta ärende, men jag utgår ifrån, att vi lever i ett rättssamhälle. Ärendet är avslutat, och så får det vara med det. Mer har jag inte att säga."
Väl som medlem av folketinget har Britta Schall Holberg bland annat kritiserat den borgerliga regeringen för dess kommunalreform och avskaffandet av amten till förmån för större regioner, dess planer på att stänga ned mindre skolor. samt att man tillsatte en kommission för att utreda burkans utbredning i landet.

## Övriga förtroendeposter & uppdrag
- Ordförande av European Centre of Minority Issues i Flensburg (utnämnd av regeringen 2011)
- Medlem av Komiteen for Dansk Landbrugsmuseum (2011-)
- Medlem av Erhvervspolitisk Forum Fyn
- Styrelsemedlem av Center for Bioetik og Risikovurdering, CeBRA (2010-)
- Ställföreträdare i Naturklagenævnet
- Medlem av Centerstyrelsen i Grundtvigcenteret (2008-)
- Styrelsemedlem av Skaarup Seminarium (2005-)
- Medlem av Helnæs Kultur og Musikforening (2003-)
- Styrelsemedlem av Gl. Estrup landbrygmuseum (2003-)
- Ordförande av Multikultur husets venner (2002-)
- Medlem av Rigsretten (2002-)
- Medlem av EU-oplysningnævnet (2002-)
- Medlem av Den Centrale Videnskabsetiske komité (2002-)
- Styrelsemedlem av SBS byfornyelse (2002-)
- Styrelsemedlem av Storebælts Udviklingsråd (2001-2002)
- Styrelsemedlem av Lønborggård (2001-)
- Styrelsemedlem av Liberalt Oplysnings Forbunds landsorganisation
- Gästföreläsare vid Syddansk Universitet (2000-)
- Styrelsemedlem av Young Enterprise Fyn (2000-)
- Skribent vid Dansk Kirketidende och Kristeligt Dagblad
- Medlem av representantskap, presidium och fonden för Det Kgl. Danske Landhusholdningsselskab (1996-1999)
- Medlem av Nationalkomiteen for Bygningskulturens Dag (1996-)
- Hälsopolitisk rådgivare för folketingsledamoten Jørgen Winther (1995-1998)
- Politisk redaktör vid Fyens Stiftstidende (1998-2001)
- Kommentator för Fyens Stiftstidende (1994-1998)
- Medlem av Nykredits styrelseråd (1993-)
- Medlem av Kattegatcenterets representantskap (1993-)
- Medlem av Erhvervsuddannelsesrådet (1991-2002)
- Medlem av Landskomiteen til renovering af Fredericia Vold (1991)
- Ordförande av Den Danske Folkekirkes Mellemkirkelige Råd (1990-1998)
- Ordförande av Det Mellemkirkelige Stiftsudvalg i Fyns Stift (1989-1998)
- Medlem av Kristeligt Dagblads representantskap (1990-1998)
- Kommentator för Landbrugsmagasinet (1992-1998)
- Ordförande av Det Danske Bibelselskab (1992-1998)
- Ordförande av representantskapet för Det Internationale Læseår (1990-1991)
- Ordförande av Undervisningsministeriets Landbrugsuddannelsesråd (1991)
- TV-recensent för Fyens Stiftstidende (1989-1993)
- TV-recensent för Morgenavisen Jyllandsposten (1988-1992)
- Medlem av Kreditforeningen Danmarks Fond for særlige formål (1979-1982)
- Medlem av Danske Banks lokalråd i Assens

## Utmärkelser
- Kommendör av Dannebrogorden,  1984[49]

[Redigera Wikidata]